# Дидерсе
Дидерсе (њем. Didderse) општина је у њемачкој савезној држави Доња Саксонија. Једно је од 41 општинског средишта округа Гифхорн. Према процјени из 2010. у општини је живјело 1.354 становника. Посједује регионалну шифру (AGS) 3151041.

## Географски и демографски подаци
Дидерсе се налази у савезној држави Доња Саксонија у округу Гифхорн. Општина се налази на надморској висини од 60 метара. Површина општине износи 7,4 km². У самом мјесту је, према процјени из 2010. године, живјело 1.354 становника. Просјечна густина становништва износи 183 становника/km².